# 集英社文庫
集英社文庫（しゅうえいしゃぶんこ）は、集英社が発行している文庫レーベル。1977年創刊。

## 沿革・概要
もともとは、当時集英社が出していた『小説ジュニア』に掲載されていた赤松光夫や吉田としなどの青春小説の文庫化からはじまった（後のコバルト文庫である）。また、1976年からは集英社漫画文庫として、池田理代子『ベルサイユのばら』や本宮ひろ志『男一匹ガキ大将』などを皮切りに、漫画の文庫化（ただし、1980年代中盤にいったん消滅した）にも早くから取り組んでいた。それを基盤にして、1977年5月20日に大人向けの文庫シリーズとして創刊された。当初は価格を抑えており、他の文庫ではとうに姿を消していた200円未満の書目も散見された。
創刊当初より主に集英社が権利をもつ大衆文学を主力としたが、純文学のフィールドでも、当時『すばる』の看板作家だった石川淳や、小島信夫の作品を積極的に文庫化し、広い読者層を掘り起こそうともしていた。また、アラン・シリトーやギュンター・グラスなどの、海外の当時の新鋭作家の作品も開拓した。
1982年に「広瀬正小説全集」全6巻を刊行。1993年にジュール・ヴェルヌ・コレクション全12巻を刊行。1994年に「荒俣宏コレクション」全10巻を刊行、1997年から1998年に「荒俣宏コレクション2」全10巻を刊行。
1994年より「ナツイチ・キャンペーン」を毎年夏に実施し、人気作品を集めた大規模なフェアを展開する。以後「新潮文庫の100冊」、角川文庫の「カドフェス」と併せ書店の店頭を彩る夏の風物詩として定着する。
1995年からはコミック版を復活。また、2007年6月に太宰治『人間失格』の表紙画を小畑健にしたところ、異例の売り上げとなったため、翌年のナツイチからは人気漫画家が期間限定で古典作品の表紙画を描いている。
2002年から2009年まで「集英社be文庫」というレーベル名で、料理など生活関係や占い、著名人のエッセイなどを刊行した。ハードカバーの装幀が特色でスピン、花布も用いられている。そのため標準的な文庫本よりも若干サイズが大きい。
2003年からは古典作品を紹介する文庫内レーベルとして集英社文庫ヘリテージを刊行し、2016年に13巻でシリーズ完結。
創刊40周年を迎えた2017年、イラストレーターNoritakeが手がけた新キャラクター「よまにゃ」が登場。限定カバーをはじめフェア全般で活躍している。
2019年には「セレクション戦争と文学」が全8巻で刊行された。

## 漫画家による表紙画の作品
2006年
- 羽海野チカ - ルイス・キャロル『ふしぎの国のアリス』

2007年
- 小畑健 - 太宰治『人間失格』

2008年
- 荒木飛呂彦 - 川端康成『伊豆の踊子』
- 浅田弘幸 - 中原中也『汚れつちまつた悲しみに』
- 小畑健 - 芥川龍之介『地獄変』
- 小畑健 - 夏目漱石『こころ』

2009年
- 久保帯人 - 芥川龍之介『地獄変』
- 久保帯人 - 坂口安吾『堕落論』
- 許斐剛 - 太宰治『走れメロス』

2010年
- 浅田弘幸 - 中原中也『汚れつちまつた悲しみに』
- 浅田弘幸 - 宮沢賢治『銀河鉄道の夜』
- 河下水希 - 樋口一葉『たけくらべ』
- 星野桂 - アーサー・コナン・ドイル『シャーロック・ホームズ傑作選』

2011年
- 天野明 - モーリス・ルブラン『怪盗ルパン 奇巌城』
- 河下水希 - 森鷗外『舞姫』
- 椎橋寛 - 柳田国男『遠野物語』
- 藤崎竜 - 夏目漱石『夢十夜・草枕』

2012年
- 藤崎竜 - 乙一『夏と花火と私の死体』
- 村田雄介 - ルイス・キャロル『ふしぎの国のアリス』
- 和月伸宏 - 柴田錬三郎『新篇 眠狂四郎京洛勝負帖』

## CM出演者
- 小泉今日子

### 夏の一冊（ナツイチ）編
- 内田有紀（1994年）
- ともさかりえ（1995年）
- 広末涼子（1996年 - 1998年）
- 後藤理沙（1999年）
- 326（2000年）※イラスト
- 窪塚洋介（2001年 - 2002年）
- 玉木宏（2003年 - 2004年）
- 佐藤隆太（2005年）
- 蒼井優（2006年 - 2008年）
- 岡田将生、山下リオ（2009年）
- 多部未華子（2010年）
- 武井咲（2011年)
- 剛力彩芽（2012年）
- AKB48（2013年）
- 佐藤健（2014年）
- 山下健二郎（三代目J Soul Brothers）（2015年）
- 中条あやみ、田辺誠一（2016年）
- 吉岡里帆（2018年）
- 北村匠海、浜辺美波（2019年）
- 竹内涼真、横浜流星（2022年）